# جاده ۶۶ ایالات متحده
جاده ۶۶ ایالات متحده (یو اس ۶۶ یا مسیر ۶۶) که با نام‌های بزرگراه ویل راجرز، خیابان اصلی آمریکا یا مادر جاده‌ها نیز شناخته می‌شود، یکی از اولین بزرگراه‌ها در سیستم بزرگراه‌های ایالات متحده بود. یواس ۶۶ در ۱۱ نوامبر ۱۹۲۶ افتتاح شد. این بزرگراه که یکی از معروف‌ترین جاده‌ها در آمریکا شد از شیکاگو، ایلینوی آغاز و از طریق میزوری، کانزاس، اکلاهما، تگزاس، نیومکزیکو و آریزونا عبور کرده و در سنتا مونیکا، کالیفرنیا به اتمام می‌رسید که در مجموع ۳۹۴۰ کیلومتر را پوشش می‌داد. این بزرگراه توسط گت یانگ کیکز روت ۶۶ و مجموعه تلویزیونی روت ۶۶ در سال‌های دهه ۱۹۶۰ به فرهنگ عامه راه یافت.

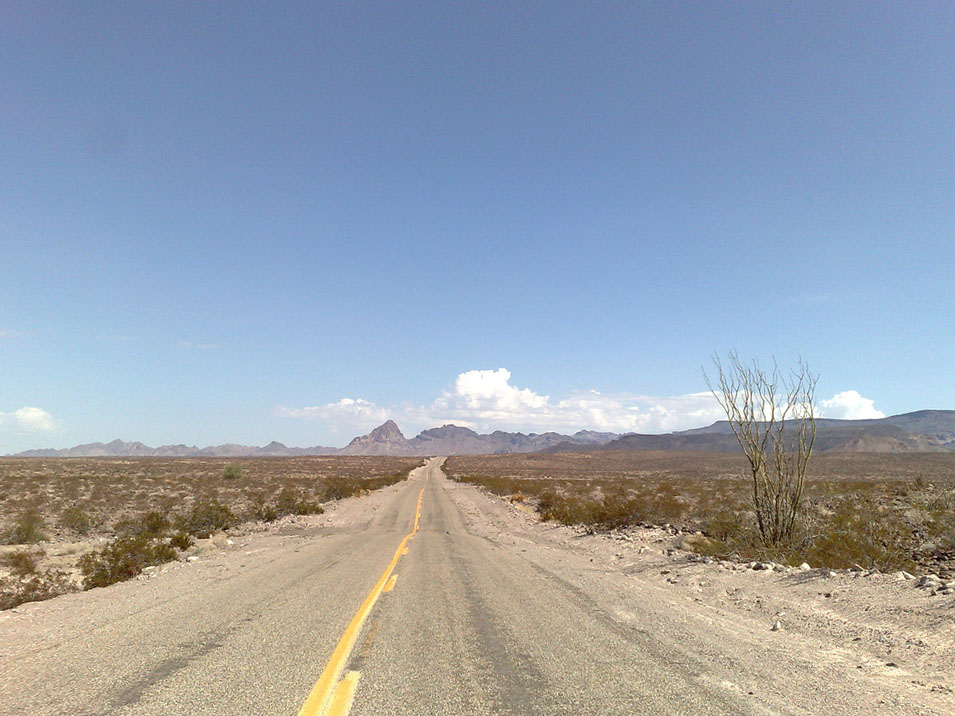
جاده ۶۶

یو اس ۶۶ عنوان یک مسیر اصلی برای مهاجرت به غرب بود و به ویژه در طول داست بول دهه ۱۹۳۰ که جاده یه کمک افرادی که از آن عبور می‌کردند رسید. مردمی که در کنار جاده به انجام کسب و کار مشغول بودند با شهرت جاده به موفقیت دست یافتند. همان افراد بعدها به مبارزه برای زنده نگه داشتن بزرگراه پرداختند که توسط سیستم بزرگراه بین ایالتی مورد تهدید بود.
یو اس ۶۶ در طول عمر خود از بسیاری از بهبودها قرار گرفت بسیاری از پیشرفت‌ها و تجدید طرح قرار گرفت تا اینکه در سال ۱۹۸۵ به‌طور رسمی از سیستم بزرگراه‌های آمریکا حذف شد. بعد از آن بود که به‌طور کامل توسط بخشی از سیستم بزرگراه بین ایالتی جایگزین شد. بخش‌هایی از این جاده که از ایلینوی، میسوری، نیومکزیکو و آریزونا عبور می‌کردند به عنوان یک مسیر ملی خوشمنظره تعیین شده‌است که با نام مسیر تاریخی ۶۶ شناخته می‌شوند. چند ایالت بخش‌هایی از جاده ۶۶ قدیمی را با شبکه بزرگراه‌های ایالتی که به نام بزرگراه ایالتی ۶۶ شناخته می‌شود جایگزین نموده‌اند.

## یادداشت
1. ↑  "Route 66 Timeline". Legends of America. Retrieved April 15, 2012.
2. ↑  "A table of mileposts for the original US 66 alignment of 1926". Route 66 Web & Atlas. Retrieved April 15, 2012.
3. ↑  Special Committee on U.S. Route Numbering (June 26, 1985).
4. ↑  Illinois Highway Map (Map) (2007–08 ed.). 1:762,500. Springfield: Illinois Department of Transportation. 2007. OCLC 244286974. Retrieved May 26, 2012. {{cite map}}: More than one of |OCLC= و |oclc= specified (help); More than one of |accessdate= و |access-date= specified (help)
5. ↑  "Bloomington IL"  (Map). Google Maps. Cartography by Google, Inc. Google Inc. Retrieved May 26, 2012. {{cite map}}: Unknown parameter |mapurl= ignored (|map-url= suggested) (help)